# 汉字五千年
《汉字五千年》，是一部关于华夏文明的载体汉字的纪录片，亦有同名出版物。纪录片讲述了关于汉字的成因，变革及现状。纪录片通过汉字甲骨文、金文、篆书等图文并茂讲解字形演变并且结合世界各国知名语言学家、文字学家解说。
近年来随着中华人民共和国逐渐融入世界，中华人民共和国经济的持续高速增长越来越重要的影响着世界。在国外逐渐兴起了学习汉语的热潮，汉字五千年纪录片正是在这样背景下摄制的。